# Гайола
Гайо̀ла (на италиански: Gaiola; на окситански: Gaiola и на пиемонтски: Gaiola) е село и община в Северна Италия, провинция Кунео, регион Пиемонт. Разположено е на 692 m надморска височина. Населението на общината е 592 души (към 2010 г.).